# Третий канал (Камбоджа)
Третий канал (кхмер. ទូរទស្សន៍រាជធានីភ្នំពេញ ប៉ុស្ដិ៍លេ៣) — камбоджийский телеканал, один из первых частных телеканалов в стране. Главный офис телеканала находится в Пномпене. Основан в 1996 году, владельцем канала является администрация муниципалитета Пномпеня.

## Программы
- 111 (1997-1999)
- TV3 Morning Report
- Million Game
- Lucky Frog
- Make Over